# ホーレス・H・ハイデン
ホーレス・H・ハイデン（Horace H. Hayden、1769年10月13日 - 1844年1月25日）はアメリカ合衆国の歯科医師、歯科教育者。

## 経歴
1769年にコネチカット州で出生。歯科医師になるためジョン・グリーンウッド（英語: John Greenwood）に師事して1810年に歯科医院を開業した。1840年にボルティモア歯科医学校（英語: Baltimore College of Dental Surgery）をチェーピン・A・ハリスと協力して同校を創立させた。1844年に死去。